# Арефьева, Галина Сергеевна
Гали́на Серге́евна Аре́фьева (19 января 1927, Москва — 29 апреля 2012 года, там же) — советский и российский философ, специалист по социальной философии, доктор философских наук, профессор, заведующая кафедрой философии, политологии, социологии МЭИ (196—1991)[уточнить]. Заслуженный деятель науки РСФСР (1987), вице-президент Философского общества СССР.

## Биография
Галина Сергеевна Арефьева родилась 19 января 1927 года в Москве в рабочей семье. Отец работал шофером, в 1930-е годы возил наркома пищевой промышленности и торговли Анастаса Ивановича Микояна. В 1941 году Галина Сергеевна закончила московскую школу, война помешала продолжить образование. Впервые дни войны была эвакуирована в город Куйбышев, а через шесть месяцев, в январе 1942 года одна вернулась в Москву.
В конце войны поступила на философский факультет Московского государственного университета. Училась у профессоров: Валентина Фернандовича Асмуса, Павла Сергеевича Попова, была комсоргом группы, членом бюро факультета. В 1949 году окончила учёбу и поступила в аспирантуру университета, защитила кандидатскую диссертацию.
С 1952 по 1956 год работала старшим преподавателем философского факультета МГУ, собиралась работать и дальше, но судьба распорядилась иначе. На одном из партсобраний университета Галина Сергеевна высказала свою слишком смелую точку зрения, это не понравилось некоторым присутствующим — ей вынесли строгий партийный выговор «за антипартийное выступление» и уволили. После этого она год работала в московском Институте рыбной промышленности и хозяйства, после чего институт перебазировали В Калининград, к месту расположения отрасли. Большая часть сотрудников института, в том числе и Галина Сергеевна остались в Москве.
В МЭИ пришла работать по совету знакомого выпускника философского факультета, который знал что в МЭИ есть для неё вакантное место. С 1957 года работала в Московском энергетическом институте (МЭИ). Занимала должности: доцента, с 1965 по 1991 года — зав. кафедрой философии. В 1975 году защитила докторскую диссертацию на тему: «Субъект и объект социального познания». С 1986 года — вице-президент Философского общества СССР.
С 1991 года была главным научным сотрудником лаборатории социологических исследований, с 1994 года — профессор кафедры философии, политологии, социологии МЭИ. С развалом СССР не бросилась клеймить марксистское учение в угоду изменившейся политической конъюнктуре, оставалась на позициях материалистической диалектики, занималась с аспирантами, была их научным руководителем при подготовке к защите диссертаций.
Галина Сергеевна Арефьева скончалась 29 апреля 2012 года в Москве.

## Научная деятельность
Область научных интересов: вопросы социального познания, взаимодействие субъекта и объекта социального познания и практики; природа, основания и роль субъективности в исследовании и реконструкции объекта. Г. С. Арефьева написала книгу воспоминаний — «Москва. Эпоха великого перелома: повседневная жизнь глазами молодежи 30-х гг.».

### Научные труды
- Москва. Эпоха великого перелома: повседневная жизнь глазами молодежи 30-х годов: учебное пособие. М.: Изд-во МЭИ, 2014. 232 с.
- Коммунизм — наше завтра. М. Знание. 1960.
- Развитие В. И. Лениным марксистского учения об общественно-экономической формации. [В соавт.] // Ленин как философ. М., 1969;
- Субъект и объект социального познания // Исторический материализм как наука. М., 1974; Социальная активность. М., 1974;
- Общественно-экономическая формация. [В соавт.] // Исторический материализм. М., 1974;
- О видах и формах социальной практики // ФН. 1974. № 2;
- Сущность материалистического понимания истории // ФН. 1978. № 3;
- О некоторых условиях и принципах построения системы категорий исторического материализма. Челябинск, 1981;
- Объект и субъект социального познания // Ленинская теория отражения в свете развития науки и практики. Т.2. София, 1982;
- Исторический материализм как наука // ФН. 1982. № 4, 6;
- Общественно-историческая практика как основа познания и преобразования общества. М., 1985;
- Роль понятия «общественно-историческая практика» в познании объективных законов // Общественно-историческая практика и её роль в преобразовании общественной жизни. М., 1987;
- Общество, познание, практика. М., 1988.

## Награды и звания
- Орден Трудового Красного Знамени.
- Вице-президент Философского общества СССР.

## Память
В память об Г. С. Арефьевой, в Национальном исследовательском университете «Московский энергетический институт» проводятся межвузовские научно-практические конференции — «Арефьевские чтения»